# Fatih-Moschee (Bremen)

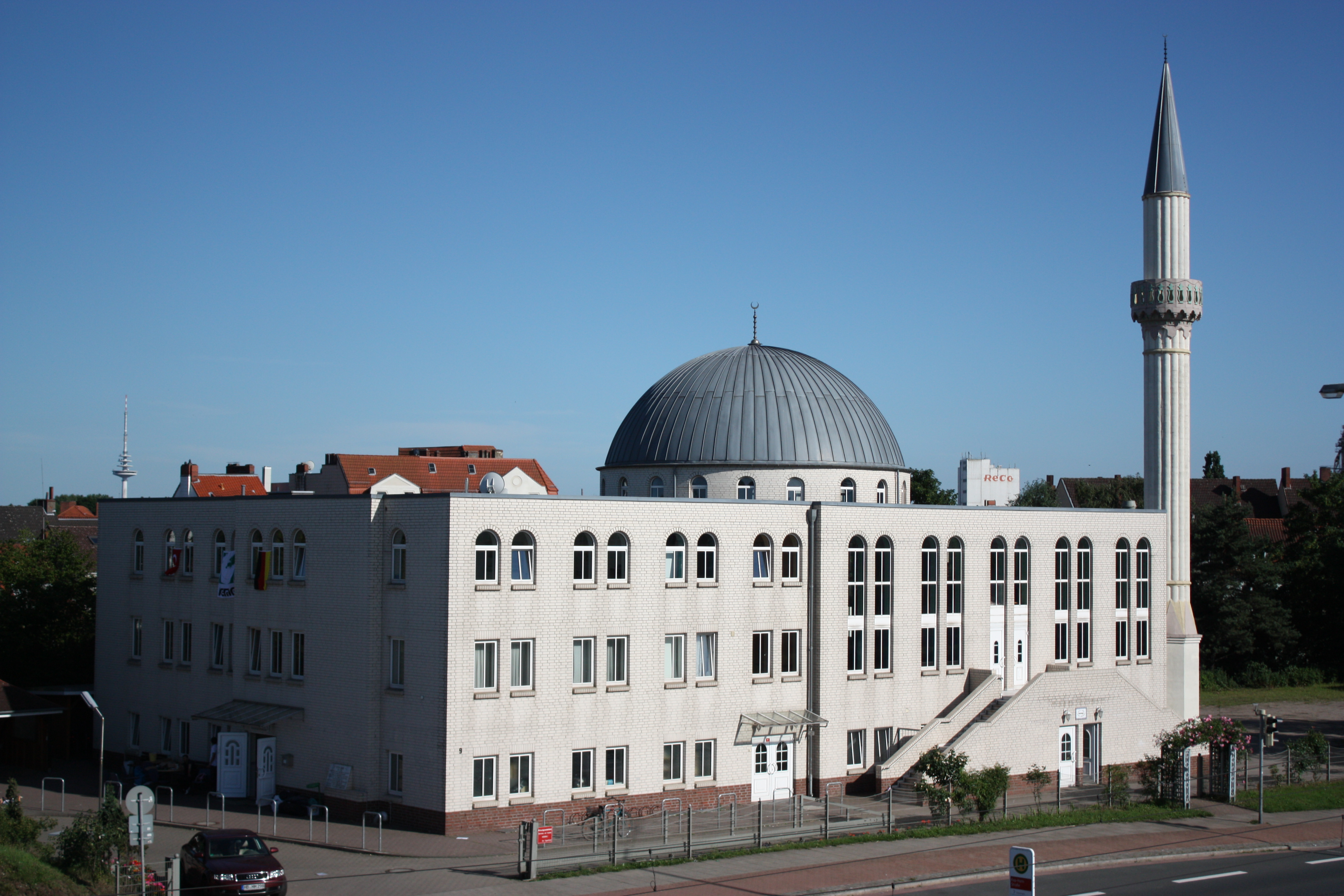
Fatih-Moschee in Bremen

Die Fatih-Moschee (deutsch „Eroberer-Moschee“) in Bremen-Gröpelingen ist die erste Moschee in der Freien Hansestadt Bremen und die drittgrößte in Deutschland. Der 1973 gegründete Moscheeverein ist auch die älteste und größte muslimische Gemeinde in Bremen. Er wurde 1974 als „Verein zur Erhaltung des islamischen Gebetsraumes in Bremen e. V.“ registriert.
Die Fatih-Moschee hat ein 27 m hohes Minarett und eine 12 m durchmessende Kuppel. Sie bietet ca. 1300 Gläubigen Platz. Die Grundsteinlegung erfolgte am 8. Juni 1995, die Einweihung am 3. Dezember 1999. Der Gebetsraum wurde von zwei chinesischen und vier türkischen Künstlern bemalt.
Der Moscheeverein gehört der „Islamischen Föderation Bremen“ an und wird der Islamischen Gemeinschaft Millî Görüş (IGMG) zugerechnet. Er zählt ca. 500 Mitglieder. Mehmet Kilinc, Sprecher der Schura Bremen, war Leiter der Bremer Außenstelle des Zentralinstituts Islam-Archiv-Deutschland.